# Inmaculada Concepción con san Juan Evangelista (El Greco)
Inmaculada Concepción con san Juan Evangelista es una obra del Greco. Consta con el número 91 en el catálogo razonado realizado por Harold Wethey, especialista en este artista.

## Tema de la obra
La Inmaculada Concepción no está referida en los evangelios, si bien algunos exegetas la infieren de Evangelio de Lucas (Lc 1, 26:38). Esta temática —escasa en el corpus del Greco— se podría confundir con la Asunción de María, pero la inclusión en esta obra de varios atributos de las letanías lauretanas no deja lugar a dudas al respecto. Sin embargo, la presencia en este tema de Juan el Evangelista es poco usual, remitiendo muy probablemente a un versículo del libro del Apocalipsis.

## Análisis de la obra

#### Datos técnicos y registrales
- Pintura al óleo sobre lienzo;
- 236 x 118 cm, según Gudiol;
- Pintado en 1580-1586; según Gudiol;[3]
- Museo de Santa Cruz, Toledo;
- Catalogado por Gudiol con el número 59, por Wethey con la referencia 91 y por Tizina Frati con la 48;[4]
- Firmado en un papel, con amplias letras griegas en cursiva, en la parte inferior derecha: δομήνικος θεοτοκóπουλος ε'ποíει, actualmente muy fragmentarias.[5]

#### Descripción de la obra
La iconografía de este lienzo es única entre todas las obras del Greco. El lienzo llegó hasta nuestros días en muy malas condiciones, y su aspecto quedó muy alterado por un repintado y una torpe restauración. Los elementos arquitectónicos son propios de la arquitectura de la antigua Roma. El paisaje —de hermoso cromatismo— está concebido como un hortus conclusus, incluyendo varios atributos marianos: un hermoso ramo de rosas —rosa mística—, la fachada del Templo —porta clausa—, una torre cilíndrica —turris David—, el sol, la luna y una fuente.
El Greco representa a la Virgen con un canon alargado que realza su imagen, flanqueada por ángeles músicos y sobre una especie de trono de nubes opacas, que recuerdan una mandorla. Otros ángeles se confunden con el celaje, como los querubines que rodean la paloma del Espíritu Santo. En las obras del Greco, el ropaje habitual de María es una túnica rosa y manto azul. En el presente lienzo, es san Juan quien viste así, mientras que la Virgen lleva solamente una túnica azul. En la parte superior, el ángel de la izquierda lleva una túnica blanca y ropajes amarillos, mientras que el de la derecha viste completamente de blanco.

## Procedencia
- Parroquia de Santa Leocadia.?
- Iglesia de San Román, Toledo.?
- Museo de San Vicente, Toledo.[9]